# MAN Lion's City 12
MAN Lion's City 12 je model standardního nízkopodlažního městského autobusu z řady MAN Lion's City, vyráběný od roku 2019 německou společností MAN. Byl představen v roce 2018. Základní model má dieselový pohon, může však být vybaven mild-hybridní technologií EfficientHybrid. Takové autobusy jsou pak uváděny pod názvem Lion's City 12 C EfficientHybrid. Dále je vyráběna plynová (CNG) varianta Lion's City 12 G a elektrická varianta Lion's City 12 E. Řada MAN Lion's City je dále dostupná v 10metrových, 18metrových a 19metrových verzích.